# ماریوس کول
ماریوس کول (انگلیسی: Marius Köhl؛ زادهٔ ۳۱ مهٔ ۲۰۰۱) بازیکن فوتبال اهل آلمان است.